# Damazérkarcsa
Damazérkarcsa (szlovákul Domazérske Kračany) Királyfiakarcsa településrésze, egykor önálló falu Szlovákiában, a Nagyszombati kerületben, a Dunaszerdahelyi járásban. A Karcsák falucsoport része. 2001-ben Királyfiakarcsának 967 lakosából 872 magyar és 84 szlovák volt.

## Fekvése
Dunaszerdahelytől 3 km-re nyugatra fekszik.

## Története
A község a 13. században keletkezhetett, egy 1243-ban kelt okiratban szereplő Karcsai Zolougos fia Damasa nevét viseli. Az ő  karcsája, vagyis udvara, lakóhelye volt. Ez az udvarház a mai damazérkarcsai park közepe táján állhatott. Később a községet Damasatelek, illetve Kiskirályfiakarcsa néven is említik. Damasa utódainak kihalása után a birtok a királyfiakarcsai Erdős család birtoka lett. A 18. század második felében Mária Terézia Klobusiczky Antalnak adományozta, majd Bartal György birtoka lett. A 20. század elején szeszgyár is működött területén.
1910-ben Erdőhátkarcsával együtt Erdőhát-Damazérkarcsának 149, túlnyomórészt magyar lakosa volt. A trianoni békeszerződésig Pozsony vármegye Dunaszerdahelyi járásához tartozott.

## Nevezetességei
Itt áll Bartai György 1841 és 1843 között építtetett klasszicista stílusú kastélya.

## Híres emberek
- Itt született 1820-ban ifj. Bartal György magyar politikus, földművelési-, ipari- és kereskedelmi miniszter.
- Itt hunyt el 1865-ben id. Bartal György magyar királyi udvari tanácsos, Szent István rendi és aranysarkantyús vitéz, a Magyar Tudományos Akadémia tagja.